# Petite Église polonaise
L'Église réformée mineure polonaise (Ecclesia Minor par opposition à l'Ecclesia Major protestante, et à l'Eglise catholique) ou Frères polonais est une communauté religieuse unitarienne, qui émerge dans les années 1562-1563 de l'Église évangélique réformée polonaise (calviniste). Elle constitue la faction la plus radicale de la Réforme en Pologne et se forme grâce à certains théologiens évangéliques (comme Miguel Servet) et des protestants d'Europe fuyant la persécution par l'Inquisition catholique, principalement des Unitaires italiens.
Le mouvement des Frères Polonais avait des mécènes et protecteurs parmi les aristocrates Mikołaj Radziwiłł dit le Noir (1515-1565), Jean Kiszka (1586-1654), la famille Firlej (en). Leurs principaux centres du mouvement furent Pińczów, Raków, Cracovie, Lewartów, Lublin, Lusławice, Nowy Sącz, Kisielin, Vilnius, Śmigiel, Węgrów, Iwie, Łosk. Leurs écrits, en particulier les idées du rationalisme de Marcin Czechowic, les idéaux de tolérance religieuse et de liberté de conscience, devinrent l'inspiration de la pensée intellectuelle européenne des XVIIe et XVIIIe siècles.
En 1655-1660, république des Deux Nations subit une invasion suédoise. En pleine guerre vécue comme une croisade protestante contre la Pologne catholique, la Diète polonaise de 1658 donna aux frères polonais trois ans pour changer de religion ou de quitter la république des Deux Nations.  
Les Frères polonais, appelés aussi ariens (surtout par leurs adversaires), antitrinitaires, anabaptistes, unitaires (ce dernier nom a été adopté après la loi de bannissement de 1658)  et pendant un certain temps au XVIIe siècle sociniens, continuèrent leur activité en exil, principalement en Transylvanie, aux Pays-Bas et en Prusse Ducale. Leurs dernières communautés à l'étranger disparurent en 1803.

## Naissance
Le premier foyer d'antitrinitaires en Pologne est le milieu des émigrés italiens qui, fuyant l'Inquisition installée en Italie en 1542, sont arrivés en Pologne après avoir connu des refuges temporaires en Suisse et en Allemagne. Le juriste Lelio Socin (1525-1562), le plus célèbre des précurseurs italiens d'antitrinitarisme en Pologne, visite le pays à deux reprises - en 1551 et 1559. La reine polonaise d'origine italienne Bona Sforza accorde volontiers l'hospitalité aux humanistes italiens (Lelio Socin, Giorgio Blandrata, Bernardino Ochino), mais c'est surtout la tolérance religieuse de la république des Deux Nations, garantie par la loi de 1573 (confédération de Varsovie), qui fait de la République une terre d'accueil pour des confessions persécutées ailleurs. Ainsi vivent en Pologne, côte à côte, des catholiques, des orthodoxes, des juifs, des luthériens, des anabaptistes et des calvinistes.
Les origines de l’Église réformée en Pologne remontent à la première moitié du XVIe siècle. La Réforme se répand très rapidement à l’université de Cracovie mais aussi dans les campagnes. La haute noblesse adopte la foi évangélique. Les princes Leszczyński font de leur fief de Leszno un foyer actif, où trouvent refuge les protestants de Bohème, chassés par Ferdinand de Habsbourg. Mikołaj Radziwiłł met son immense fortune au service de sa foi, fonde des églises, écoles et imprimeries et finance la traduction de la Bible en polonais. La Réforme prend son essor avec l’humaniste Jan Łaski, secrétaire du roi Zygmunt II Auguste qui organise l’Église Réformée et tente de rapprocher luthériens et réformés. 
Piotr de Goniądz, parti pour se former à la prêtrise, revient pasteur calviniste désireux d'amener l'Église réformée de Pologne à l'acceptation des thèses de Michel Servet. Le synode calviniste qui se tient en 1558 à de Pińczów, le condamne et l'oblige à quitter la Pologne. Il trouve refuge auprès de Jan Kiszka qui lui offre la possibilité d'organiser, à Węgrów, la première Église locale antitrinitaire.
Cependant, les idées antitrinitaires se répandent et le 18 août 1562, lors du synode de Pińczów, l'Église calviniste se divise sous l'influence, entre autres, de Giorgio Blandrata et Grzegorz Paweł de Brzeziny. Les désaccords portent sur la doctrine de la Trinité. Les chefs du groupe réformateur rejettent cette doctrine qu’ils jugent contraire aux Écritures. Cette prise de position provoque la colère des responsables de l’Église et les dissidents font sécession. Ils prennent le nom des Frères Polonais.

## Activité
C'est la ville de Raków qui devient la capitale du mouvement. L’activité d’édition des Frères polonais prend de l’ampleur vers 1600 avec l'installation de l'imprimerie. Très vite, Raków rivalise avec les meilleures imprimeries d’Europe. On estime qu’en quarante ans environ 200 ouvrages y sont publiés.
Les Frères polonais ressentent la nécessité d’instruire leurs coreligionnaires. C’est dans ce but, en 1602, ils créèrent l’Académie de Raków. Elle accueille des fils de Frères polonais, mais aussi des catholiques et des protestants. Bien qu’elle soit un séminaire théologique, au programme figurent aussi des cours de langues étrangères, d’éthique, d’économie, d’histoire, de droit, de logique, de sciences naturelles, de mathématiques, de médecine et de gymnastique. L’université est dotée d’une riche bibliothèque qui ne cesse de croître grâce à la production de l'imprimerie locale.
Le mouvement des Frères Polonais se divise à son tour entre radicaux et modérés. Mais en dépit de leurs divergences, ils s'accordent tous à rejeter la Trinité et le baptême des nouveau-nés. Ils s'opposent à la porte des armes et refusent occuper des fonctions officielles. Ils nient l’existence de l’enfer. Certains vendent leurs terres et affranchissent leurs serfs ; d'autres mettent leurs biens au service de la communauté.
Les calvinistes et catholiques critiquent vivement ce nouveau mouvement. Quelques nobles s'opposent au pacifisme absolu, des pasteurs contestent certains points de la doctrine (préexistence de Jésus, adoration du Christ).
Au début du XVIIe siècle, les écrits de Socin et le catéchisme de Raków se répandaient en Allemagne, en France même (grâce à Andrzej Wiszowaty, petit-fils de Socin), en Angleterre et surtout en Hollande, où l'on se mit à éditer l'ensemble des livres sociniens (Bibliotheca Fratrorum Polonorum) vers 1660.

## Proscription
Avec le temps, la situation des Frères devient de plus en plus difficile. Cette détérioration est la conséquence des attaques de plus en plus violentes du clergé catholique, qui recourt à tous les moyens possibles, y compris la calomnie, pour discréditer les Frères polonais. Sans se rendre compte qu'ils sciaient la branche de la tolérance religieuse sur laquelle ils sont assis, les calvinistes se joignent aux catholiques pour condamner les Frères. À la suite de la fausse accusation des étudiants de Raków d’avoir délibérément profané une croix, le foyer principal des Frères à Raków est détruit en 1638 et leur temple remis aux catholiques. Les Frères polonais sont accusés de se livrer à des activités subversives, de participer à des orgies et de vivre dans l’immoralité. Le Parlement ordonne donc la fermeture de l'Académie de Raków ainsi que la destruction de la presse et de l’église appartenant aux Frères polonais.
Vingt ans plus tard, en 1658, une Diète proscrit l'Église des Frères, donnant aux membres deux ans pour embrasser le catholicisme (ce que beaucoup font, pour la forme) ou quitter le pays.
L'année 1660 voit effectivement l'exil volontaire de groupes fidèles, partant à la recherche d'un lieu d'accueil. Ils reçoivent un bon accueil à Kolosvar auprès des frères unitariens, ceux qui cherchent refuge auprès des électeurs allemands, ne reçoivent qu'un asile temporaire et précaire, surtout à cause de l'hostilité du clergé luthérien.
C'est en Hollande que l'accueil est le plus fraternel, grâce aux remontrants, partisans de Jacobus Arminius et donc de l'arianisme. La dernière communauté de frères polonais s'éteint en 1803 à Andreaswalde en Prusse-Orientale. On y trouvait une église socininenne, une école réputée et le plus grand cimetière socinien de Pologne appelé « la montagne arienne ».

## Influence du socinianisme sur l'unitarisme
Les Frères polonais ont trouvé un public réceptif en Hollande et en Angleterre, comme Paul Best (en) (1590c-1657) et John Biddle (1615-1662) « le père de l'unitarisme ». Tous les deux étaient parmi les premiers convertis de la Petite Église polonaise en Angleterre (et tous les deux emprisonnés en 1647). Les œuvres de la Petite Église polonaise sont diffusées en Angleterre dans les éditions latines comme Bibliotheca Fratrum Polonorum quos Unitarios vocant. (1668). Krzysztof Crell-Spinowski (Crellius-Spinovius), fils de Jan Crell, visite l'Angleterre en 1668 et y laisse ses deux enfants, Christophe Crell fils (à l'âge de 10 ans) et sa sœur, aux soins d'une vieille fille, Alice Stuckey. Samuel Crell, un fils du second mariage de Jan Crell, visite également l'Angleterre en 1727, où il rencontre Isaac Newton.
En Angleterre, les appellations « socinien » et « unitarien » sont longtemps synonymes. Henry Hedworth (1626-1705) de Huntingdon introduit le terme « unitarien » dans la langue anglaise en 1673. Quatorze ans plus tard Stephen Nye du Hertfordshire devient le premier à utiliser le mot « unitarien » sur une page de titre quand il publie son Bref historique des unitariens également appelés sociniens (1687, élargie 1691). Les pensées des frères polonais sont devenues un flux d'influence sur toutes les églises dissidentes en Angleterre.

## Réactivation
Le pasteur luthérien Karol Grycz-Śmiłowski (1885–1959) a fondé à Cracovie, l'association des frères polonais en 1937, inspirée de la Petite Église polonaise et du catéchisme de Raków, rebaptisée l'Union des frères polonais en 1945. Elle a été enregistrée par le gouvernement communiste en 1967. Karol Grycz-Śmiłowski était en contact avec l'association unitarienne américaine.
Après la mort de Karol Grycz-Śmiłowski l'Union a évolué idéologiquement et s'est scindée en deux groupes distincts : les unitariens et les pentecôtistes. Dans le même temps un groupe de Polonais a fondé des groupes unitariens universalistes à Varsovie et Katowice. En 1997, une association nationale des unitariens polonais a adhéré au conseil international des unitariens et universalistes. Les groupes et l'association nationale ne sont plus actifs depuis 2009.

## Sources
Cet article intègre des matériaux copyleft issus de « Correspondance Unitarienne »(Archive.org • Wikiwix • Archive.is • Google • Que faire ?) (consulté le 6 mai 2013), octobre 2002.